# Социальная антропология
Социа́льная антрополо́гия — то же, что культурная антропология, или направление антропологии, исследующее человека и человеческие сообщества с акцентом на социальную организацию. Традиция такого именования дисциплины связана с Великобританией, а также некоторыми школами на континенте, например во Франции.

## История направления
Первоначально социальная антропология исследовала представления о человеке как общественном существе, сложившихся в так называемых «примитивных» обществах.
Термин ввел Джеймс Фрезер, возглавлявший первую кафедру социальной антропологии в Ливерпульском университете.
К основоположникам социальной антропологии относят Э. Дюркгейма и Марселя Мосса, очерк последнего «О даре» считается классической работой в области социальной антропологии. Данных исследователей относят к разряду «arm-chair anthropologists» (кабинетные антропологи), так как они использовали для анализа чужие наблюдения, не отправляясь в «поле» самолично.
Большой вклад в развитие социальной антропологии внёс известный представитель структурализма Клод Леви-Стросс.
Становление социальной антропологии как научной дисциплины в первую очередь связано с именами антропологов А. Рэдклиффа-Брауна и Бронислава Малиновского.
Они также выступили невольными родоначальниками структурного функционализма в социологии, так как их работы впоследствии использовали уже социологи, в первую очередь Толкотт Парсонс.
Мертон, Роберт Кинг позже критиковал Малиновского и Брауна, обвиняя их в некорректном использовании термина «функция», что привело, по его мнению, к дальнейшему кризису структурно-функциональной теории.

## Социальная антропология в России
В Советском Союзе наука, схожая с социальной антропологией по тематике и методам называлась этнография. В начале девяностых была предпринята попытка институализировать отдельную дисциплину с таким названием на социологических факультетах университетов. В настоящее время термин социальная антропология широко используется как синоним этнографии и этнологии, работает Центр социальной антропологии РГГУ.